# Concerto per clavicembalo, flauto, oboe, clarinetto, violino e violoncello
Il Concerto per clavicembalo, flauto, oboe, clarinetto, violino e violoncello in re maggiore è una composizione di Manuel de Falla scritta nel 1923-26.  

## Storia della composizione
Tra i grandi compositori del XX secolo Manuel de Falla occupa un posto a sé, per via della particolare formazione musicale e della situazione estetica del maestro spagnolo nella musica del suo tempo. Indubbiamente egli ha assimilato in un primo tempo le tecniche del suo maestro Felipe Pedrell (di cui fu allievo nel periodo 1901-1904) e di Isaac Albéniz, ma successivamente anche quelle di Claude Debussy e di Maurice Ravel, nonché di altri musicisti contemporanei non spagnoli né francesi. Per taluni aspetti, de Falla può essere definito a buon titolo un compositore europeo, particolarmente per quanto riguarda la tecnica e il linguaggio, ma troppo profondamente spagnolo sotto il profilo dell’espressione per potersi dire un musicista internazionale. Si può ragionevolmente asserire che un tratto peculiare della grande arte musicale di de Falla sia stato quello di rendere intelligibile il linguaggio musicale nazionale spagnolo anche al pubblico d’Europa in virtù di una volontà estetica ben diversa sia da quella di Pedrell (costituente un documento folcloristico prima d’ogni altra cosa), sia da quella di Albéniz (che, al contrario, manifesta il rifiuto d’ogni documento popolare citato integralmente). Che de Falla abbia studiato approfonditamente il canto popolare del suo Paese è fuor di dubbio, basti pensare al festival di Granada consacrato al “canto hondo” (profondo) da lui voluto e organizzato; tuttavia, anche quando una sua creazione abbia avuto origine dal folclore, il musicista non ricorre a una citazione testuale di un motivo popolare bensì provvede a «ricrearlo» secondo il proprio inconfondibile stile personale. Francis Poulenc ha saputo mirabilmente sintetizzare la personalità artistica del maestro di Cadice osservando: «de Falla è de Falla, e tanto basta a conferirgli un posto altissimo nello zenit musicale. Ci sono sempre stati dei musicisti che, come Mozart o Schubert, non hanno per nulla mutato il corso storico della musica. De Falla è uno di questi e sono ben lieto di accostarlo ad essi. È un nuovo pegno di immortalità per un musicista che si è affidato sempre e solamente al suo istinto … Oggi è di moda affermare che le sue ultime opere sono molto superiori alle prime; ma io trovo che tutta la sua produzione è squisita e che l’ascesa che lo ha condotto fino al Retablo ed al Concerto per clavicembalo non ha mutato la sua sensibilità né la sua personalità. Santa Teresa non ha mai rinnegato il profumo degli aranci che si affacciavano sopra i muri del suo convento …».  
In un suo saggio, Fedele D’Amico ha sottolineato d’altro canto come il ruolo dell’idea musicale sia in de Falla quasi sempre assai preminente: «Si direbbe che il suo lavoro di “composizione” consista appunto nel mettere a fuoco l’idea, nel darle il massimo rilievo». Proprio in questa asciuttezza, osserva a sua volta Sergio Martinotti, sta l’esatto rovescio della medaglia rispetto alla prodiga improvvisazione ed alla bravura coloristica di Albéniz e l’opposto della linda e spesso manierata ricercatezza di Enrique Granados.  L’arte di Manuel de Falla può considerarsi come espressione «di una voce metafisica, fatta di realtà esatta, ma come spoglia e razionalmente lucida». Di qui la brevità così dell’idea perentoria come della stringatissima pagina musicale di La Vida breve; di qui la resa sensibile di un arco temporale vastissimo, anzi sconfinato ai margini dell’arcaismo, di quella stilizzazione che sarà l’esito definitivo dell’arte di de Falla (segnatamente nel Retablo e nel Concerto per clavicembalo).  
Dopo aver trascorso sette anni a Parigi, de Falla aveva saputo intelligentemente fare tesoro di quanto la cultura parigina poteva utilmente fornirgli per la sua maturazione di artista e, dopo quella per lui fruttuosa esperienza, il suo spagnolismo assunse una nuova dimensione. Tornato in patria, soggiornò a Granada probabilmente animato dall’intimo desiderio di compiere una più approfondita e diretta conoscenza della musica iberica. L’elemento folcloristico (un nesso modale, una melodia, un ritmo, un timbro) nelle musiche successive alla sua permanenza in Francia non avrà più un valore evocativo ma diverrà elemento strutturale. Taluni moduli diverranno quasi come vocaboli, come forme sonore astratte di cui il compositore farà uso per costruire un proprio autonomo linguaggio. È con la piena coscienza del valore strutturale della locuzione etnofonica che de Falla estende il proprio orizzonte artistico, passando da un generico folclorismo sostanzialmente ottocentesco al recupero di un più vasto patrimonio culturale che va dal canto liturgico della primitiva Chiesa cristiana al grande patrimonio della polifonia del Cinquecento, ad autori quali Cristóbal de Morales, Tomás Luis de Victoria, Antonio de Cabezón, per arrivare al grande clavicembalista napoletano Domenico Scarlatti che in Spagna ha realizzato la parte maggiormente significativa della sua produzione. De Falla ha intrapreso in tal modo un percorso analogo a quello di Béla Bartók e Zoltán Kodály in Ungheria, riuscendo così a dar vita alla lezione di Pedrell di cui seppe dimostrarsi l’allievo più attento e a favorire l’ingresso della Spagna nella più ampia prospettiva della cultura europea.  
L’attenzione di de Falla per l’opera di Domenico Scarlatti ha fatto sì che nel periodo della creatività del musicista spagnolo compreso tra il 1919 ed il 1926 il simbolo di tale fase sia rappresentato dal suono asciutto, cristallino, pulito, ritmico del clavicembalo, che è presente nel Retablo del Maese Pedro (Il teatrino di Mastro Pietro), tratto da un episodio del Don Chisciotte di Miguel de Cervantes, che traduce con vivida chiarezza la patetica irrealtà del Cavaliere della Mancia situata in un mondo fittizio qual è uno spettacolo di marionette. Al clavicembalo de Falla sarebbe ritornato con il Concerto per clavicembalo, flauto, oboe, clarinetto, violino e violoncello, opera che accanto al Concert Champêtre di Poulenc (1928) segna la rinascita nel XX secolo di uno strumento per lungo tempo quasi dimenticato a favore del pianoforte. Composto tra il 1923 ed il 1926, il Concerto ha tratto origine dall’entusiasmo suscitato in de Falla dalla celebre virtuosa e compositrice polacca Wanda Landowska, che lo eseguì per la prima volta a Barcellona il 5 novembre 1926 sotto la direzione dell’autore e con l’accompagnamento di cinque solisti dell’Orchestra di Pablo Casals: il flautista Vila, l’oboista Carles, il clarinettista Nosi, il violinista Enrico Casals ed il violoncellista Dini. La partitura fu pubblicata a Parigi nel 1928 dall’editore Max Eschig.
L’opera ricevette il vivo apprezzamento di Alfredo Casella durante il suo primo incontro con il compositore spagnolo avvenuto a Granada il 17 gennaio 1930. Nell’occasione, de Falla parlò con evidente passione delle Sonate di Domenico Scarlatti mentre Casella a sua volta osservò: «Ed io approfitto dell’occasione per dire quanto mi sembri un perfetto modello di stile ad un tempo modernissimo e tradizionale quel Concerto per clavicembalo e cinque strumenti di Falla, da lui stesso eseguito a Siena due anni fa».   

## Struttura della composizione
A dispetto del nome, più che di un concerto per strumento solista con accompagnamento si tratta di una composizione di musica da camera, nella quale non solo il clavicembalo ma anche gli altri strumenti svolgono una funzione solistica vera e propria.
Il Concerto è una delle opere più celebri di de Falla dove, per citare il giudizio di Giacomo Manzoni, si rivela «la preparazione colta, lo studio severo, la conoscenza dei classici e dei romantici centro europei» dell’autore; ma, nello stesso tempo, «egli sa proporre con viva forza di suggestione un mondo che è profondamente spagnolo, carico dei colori e dei suoni della terra iberica, luminoso e attraente senza mai diventare volgare né banalmente descrittivo». Esso si compone dei tradizionali tre movimenti, in forma concisa, per una durata complessiva che generalmente non supera il quarto d’ora. Lo “spagnolismo” che caratterizza l’intera opera di de Falla qui risulta filtrato al massimo, rivelandosi all’ascolto tanto più intimo e ridotto alla quintessenza. La forma, pur rifacendosi ai modelli classici, rivela la preferenza del musicista spagnolo per una stilizzazione che rifugge dalle sovrapposizioni e dal ricorso ad ampi sviluppi. Si avverte, nell’insieme, una poetica della rinuncia da taluni paragonata a quella dell’Histoire du soldat di Igor Stravinskij. Per quanto riguarda gli strumenti, se nei legni de Falla ricorre al modo normale, negli archi predilige le accentuazioni incisive, mentre il clavicembalo affianca alle figurazioni  di derivazione classica (con fioriture, trilli, mordenti) passaggi dalla sonorità più larga e prolungata. 
Il primo movimento è un Allegro costruito secondo il modello della forma sonata, con il tema principale che è tratto da una canzone del XVI secolo di Juan Vazquez intitolata “De los alamos vengo, madre” (Vengo dai pioppi, o madre), dal sapore popolaresco, che de Falla sa inserire con molta sottigliezza fra gli altri temi. Caratteristico è il modo in cui il clavicembalo arieggia il suono di chitarra proprio dei gitani spagnoli. Il movimento si conclude in maniera inaspettata con una cadenza in tempo Rallentando assai.   
Il secondo movimento, contrassegnato come Lento - Giubiloso ed energico, all’ascolto desta un’impressione di vastità data dai rapidi arpeggi del clavicembalo che paiono richiamare le navate di una cattedrale. Un tema di carattere liturgico (la cui matrice è nel tema del primo movimento) è trattato in canone a tre voci, secondo lo stile dei polifonisti primitivi, con l’uso di intervalli di quarta, quinta e seconda. Esso si alterna con successioni di accordi, a volte tutti maggiori e altre volte tutti minori, affidati al clavicembalo. In un punto, sopra l’accordo di la maggiore ripetuto quindici volte dal clavicembalo gli altri strumenti eseguono a ottave diverse il loro tema in fa maggiore ottenendo un effetto richiamante lo svolgimento di una processione. Nella conclusione si perviene ad un’ampia cadenza. Il noto clavicembalista statunitense Ralph Kirkpatrick, autorevole studioso dell’opera di Domenico Scarlatti, osservò che «in questo movimento c’è tutto della Spagna, l’aspro e amaro fervore, la costrizione del cerimoniale, l’estasi intellettuale che sono gli elementi inseparabili del carattere spagnolo».
Il terzo movimento è indicato in partitura come Flessibile scherzando;  si caratterizza per l’alternarsi di tempo in 3/4 e in 6/8, oltre che per lo stile che si rifà al modello di Domenico Scarlatti da una parte, e per il richiamo ai ritmi di danza spagnoli dall’altra. Altro aspetto rimarchevole di questo movimento conclusivo brioso e vivace, che è probabilmente il più “moderno” dei tre dal punto di vista della scrittura, è la leggerezza dell’intonazione pur nella raffinatezza dell’elaborazione, degna dell’arte di Manuel de Falla.

## Discografia parziale
- Joaquín Achucarro, London Symphony Orchestra, Eduardo Mata (RCA BMG)
- Martin Galling, harpsichord; Robert Dohn, flute; Willy Schnell, oboe; Hans Lemser, clarinet; Susanne Lautenbacher, violin; Thomas Blees, cello (Vox Turnabout)
- Igor Kipnis; New York Philharmonic, Pierre Boulez (Sony BMG)
- Anthony Newmann; Pennsylvania Sinfonia, Alan Birney (Newport Classics)
- Rafael Puyana; Solistas de Mexico, Eduardo Mata (Dorian Recordings)
- Zuzana Růžičková, harpsichord; František Čech, flute; Jaroslav Chvapil, oboe; Karel Dlouhý, clarinet; Lubomír Novosad, violin; Karel Vik, cello (Supraphon)
- Gonzalo Soriano, Orchestre de la Société des Concerts du Conservatoire, Rafael Frühbeck de Burgos (EMI)
- Robert Veyron-Lacroix, Ensemble instrumental, Charles Dutoit (Erato Disques)
- Robert Veyron-Lacroix, National Orchestra of Spain, Ataùlfo Argenta (Decca)